# Vila Capixaba
Vila Capixaba, é um dos bairros mais antigos de Cariacica, município do estado brasileiro do Espírito Santo, criado em meados da década de 60.
O bairro já teve os nomes: Morro do Pico, São Jorge e atualmente, Vila Capixaba, como é conhecido. A maioria dos habitantes são descendentes de imigrantes italianos e alemães. Muitos lotes foram vendidos para agricultores que vinham da região serrana do estado para comercializar seus produtos no CEASA (Central de Abastecimento -  Espírito Santo), que também se localiza no bairro.
Sua principal fonte de renda vem dos pequenos comércios, empresas de médio porte e de grande porte como Viação Águia Branca, Belmax Comercial, Brumol Moveis, Grupor Brumatti, Café Praça 8 e Berger. No bairro também se situava a sede da Indústria de Massas Alimentícias Queops LTDA, conhecida no mercado capixaba pela produção de massas e biscoitos,  cuja falência foi decretada judicialmente em 2011.
O bairro faz parte da região 04 do município, composta também pelos bairros Campo Grande, Cruzeiro do Sul, Dom Bosco, Morada de Santa Fé, Santa Cecília, São Conrado, São Francisco, São Geraldo, Vera Cruz e Vila Palestina.  De acordo com o censo demográfico realizado pelo IBGE em 2010, a população do bairro era de 5.307 habitantes.
Pela proximidade com as BR's: 101 e 262, sendo a última um elo ao bairro Campo Grande (que é um grande centro comercial), o bairro foi ocupado principalmente para moradia. Hoje em dia o preço do metro quadrado de terreno está em torno de R$ 500,00 e de área construída R$ 1.500,00. É um dos bairros mais caros de Cariacica, hoje ainda mais valorizado por estar próximo de grandes supermercados e em frente ao único shopping center da região (Shopping Moxuara, do Grupo Sá Cavalcante).
No bairro se encontra a Escola E.E.F.M. "Ary Parreiras", que foi constatado no jornal A Gazeta (Espírito Santo) pelo IDEB que é a melhor escola pública de Cariacica, além da E.M.E.F. Ferdinando Santório.

## Bairros limítrofes
- Campo Grande
- Santa Cecília
- Flórida
- Vila Independência